# Першотравневий район (Чернівці)
Першотравнéвий райóн — колишній район міста Чернівців. Існував з 1965 по 2016 роки.

## Розташування
Першотравневий район був розташований у південно-східній частині міста. Кордон з Шевченківським районом проходить вулицями Головною та Гагаріна, з Садгірським — річкою Прут. На південному сході межує з селами Остриця Герцаївського району і Чагор Глибоцького.

## Інформація про район
Першотравневий район (міста Чернівці) був створений рішенням виконавчого комітету Чернівецької обласної ради депутатів трудящих № 2/1 від 5 січня 1965 року, прийнятим на виконання Указу Президії Верховної ради УРСР від 4 січня того ж року.
Район ліквідовано з 1 січня 2016 року рішенням 62-ї сесії Чернівецької міської ради VI скликання за № 1542 "Про адміністративно-територіальний устрій міста Чернівців" від 26 березня 2015 року. Рішення про ліквідацію районного поділу у Чернівцях прийнято відповідно вимог підготовки до адміністративно-територіальної реформи, зменшення видатків на утримання управлінського апарату державних виконавчих органів, посилення основ самоврядування, спрощення доступу громадян до адміністративних послуг, приведення управління територією до європейських стандартів.

### Економічний потенціал
На території району зосереджено майже 50% промисловості Чернівців — близько 2 тисяч підприємств, установ та організацій різної форми власності, 7 ринків, 69 кіосків та павільйонів тощо. Серед них є й відомі не тільки за межами області, а і за кордоном — ТОВ «Машзавод», ВАТ «РОЗМА» та інші.
У Першотравневому районі розташовані практично всі основні транспортні підприємства міста. Зокрема, Міжнародний аеропорт «Чернівці», Чернівецький залізничний вокзал (в тому числі вагонне та локомотивне депо), вантажно-пасажирська станція Чернівці-Південна, Центральний міський автовокзал, КП «Чернівецьке тролейбусне управління» тощо.

### Управління районом
Органом місцевого самоврядування району є Першотравнева районна у місті Чернівці рада, яка складається з 50 депутатів.
Політично рада (VI скликання) складається з представників чотирьох політичних сил:
- фракція «Фронт Змін» — 16 депутатів;
- фракція ВО «Батьківщина» — 15 депутатів;
- фракція «Партія регіонів» — 12 депутатів;
- фракція ВО «Свобода» — 2 депутата;
- «Наша Україна» — 2 депутата;
- Комуністична партія України, політична партія «Сильна Україна», Народно-демократична партія — по 1 депутату

Незважаючи на те, що представники провладної Партії регіонів здобули менше третини мандатів, завдяки адміністративному ресурсу та політичним тушкам, їм вдалося зосередити всю повноту влади у районі у своїх руках.

## Населення

### Мова
Розподіл населення за рідною мовою за даними перепису 2001 року:
| Мова       | Кількість осіб | Відсоток |
| ---------- | -------------- | -------- |
| українська | 53724          | 77,45%   |
| російська  | 11249          | 16,22%   |
| румунська  | 3446           | 4,97%    |
| єврейська  | 88             | 0,13%    |
| польська   | 86             | 0,12%    |
| білоруська | 62             | 0,09%    |
| вірменська | 39             | 0,06%    |
| болгарська | 19             | 0,03%    |
| німецька   | 12             | 0,02%    |
| інші       | 132            | 0,91%    |